# Entrenador interino
Un entrenador interino es una persona que se pone al cargo de los asuntos de un equipo deportivo de forma temporal, algo que suele hacerse cuando el entrenador habitual del club ha sido cesado o cambia de equipo. Sin embargo, el entrenador interino también puede nombrarse si el técnico habitual no puede encargarse en momentos puntuales.
Normalmente el entrenador interino permanece durante poco tiempo y de forma provisional como técnico, ya que la directiva suele buscar un reemplazo al entrenador destituido. Sin embargo, si el interino destaca en su labor puede surgir la posibilidad de que sea elegido como técnico habitual del club. Aunque esté de forma habitual asociado al mundo del fútbol, la figura del interino puede encontrarse en cualquier otro deporte.
Uno de los casos más conocidos de este tipo de entrenador puede encontrarse en la figura de Vicente del Bosque, que ejerció como técnico interino del Real Madrid hasta en tres ocasiones. Su debut en el banquillo madridista se produjo en la temporada 1993-94 tras el cese de Benito Floro, regresaría en la campaña 1995-96 tras la marcha de Jorge Valdano durante un partido, y se asentó de forma definitiva en 1999-2000 cuando el equipo despidió a John Benjamin Toshack. También el famoso y reciente caso de Roberto Di Matteo quien era director interino del Chelsea.